# پیشانوشت
پیشانوشت به معنی از پیش نوشته شده میباشد که از واژه (پیش) و (سرنوشت) گرفته شده. که در سال 2023 توسط سولیوس یا (Soleyus) استفاده شده و کاربرده فلسفی و هستی ای دارد.

## در فلسفه

##### سولیوس درباره پیشانوشت میگوید:
زندگی امروزی ما از میلیارد ها سال که پیش نوشته شده, و ما در گذشته, اکنون و آینده زندگی میکنیم 
برای نمونه که بتوانید این سخن را درک کنید به متن زیر دقت کنید!
تاریخ تولد شما پدر و مادر شما دوستان شما همه و همه اینا از پیش تعیین و مشخص شده بود!

همچنین همین اکنون که دارید این گفتار و نامه رو میخوانید, شما در آینده این را خوانده اید اکنون دارید آن رو میخوانید و در گذشته خواهید خواند.